# Renaud Monfourny
Renaud Monfourny, né en 1962 à Reims, est un photographe français.

## Biographie
Renaud Monfourny entre à la rédaction du magazine Les Inrockuptibles dès 1986, comme photographe et directeur artistique, tout en enseignant la photographie à l'école d’architecture de Paris-Conflans.
Il expose son travail à partir des années 2000 un peu partout dans le monde : son œuvre comprend essentiellement des portraits de personnalités liées à la musique, au cinéma et à la littérature, ainsi que des paysages.

## Œuvre

### Expositions
- Rock on[2], Poitiers, Médiathèque François-Mitterrand, 7 février - 8 mars 2025.
- Kool Thing[3], Paris, Galerie Bessaud, 16 janvier - 15 février 2025.
- Suis Generis[4], Paris, Maison européenne de la photographie, 3 février - 27 mars 2016.

### Publications
- Kurt Cobain, photographies, texte de David Angevin, Bègles, Le Castor astral, 1998.
- Amateur, Buenos Aires, Me gustas tu, 2008.
- No Visitor, Buenos Aires, Me gustas tu, 2010.
- Sui Generis, 131 portraits, Paris, éd. Inculte/Dernièremarge, 2016[5].
- Passeur, texte de Jean-Daniel Beauvallet ; préface et photos, Saint-Brieuc, Éditions Braquage, 2021,  (ISBN 9791094190081).
- Renaud Monfourny, photographe aux Inrockuptibles : entretiens avec Sam Guillerand, Mulhouse, Médiapop éditions, 2024,  (ISBN 9782491436865).

### Vidéographie
- Rosa crux , avec Valérie Swingedouw, Rouen, Sordide Sentimental, 1992.
- Manchester, réalisation de François Tisseyre, Montreuil sur Brèche, Diaphane, 2013.